# Prisma de Schmidt-Pechan

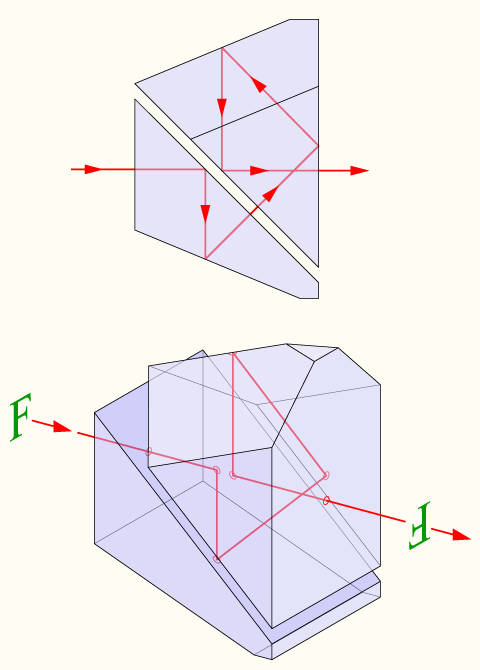
Un prisma de Schmidt–Pechan, vist de costat i en perspectiva isomètrica.

Un  prisma de Schmidt–Pechan  és un tipus de prisma òptic usat per a rotar 180 º una imatge sense invertir-la. Se solen muntar en prismàtics per redreçar la imatge que lliura la lent.
Consisteix en un parell de prismes separats per un espai buit. Les reflexions totals internes en el seu interior causen el gir de la imatge. A causa del prisma de sostre del segon prisma la imatge és trencada però no s'inverteix. Perquè la reflexió sigui eficient algunes de les superfícies reflectores han d'estar metal·litzades, ja que l'angle d'incidència és menor que l'angle crític de la reflexió total interna.
Aquesta configuració és més compacta que altres dissenys similars com el prisma de Porro o el prisma d'Abbe-Koenig, encara que el major nombre de reflexions i l'espai d'aire entre els prismes fan que la llum perdi més intensitat en la seva trajectòria a través d'ell. Així mateix les nombroses reflexions causen un cert canvi de fase a causa de la polarització, de manera similar al que succeeix en el rombe de Fresnel, la qual cosa obliga a emprar recobriments de correcció de fase sobre les superfícies òptiques per evitar interferències en la imatge.